# Ferdinand Holthausen
Ferdinand Holthausen est un philologue allemand né le 9 septembre 1860 à Soest et mort le 19 septembre 1956 à Wiesbaden. Il est spécialiste des langues germaniques, notamment le vieil anglais et le vieux norrois.

## Biographie
Ferdinand Holthausen passe son doctorat à l'université de Leipzig en 1884, avec une thèse portant sur la  Þiðrekssaga, puis son habilitation en 1885 à l'université de Heidelberg. Après avoir décroché ce diplôme, il enseigne à l'université de Göttingen de 1888 à 1891, puis à l'université de Gießen de 1891 à 1893. Il quitte ensuite l'Allemagne pour la Suède pour devenir professeur d'études germaniques anciennes à l'université de Göteborg. En 1900, il rentre dans son pays natal et occupe la chaire de professeur d'anglais à l'université de Kiel pendant un quart de siècle, jusqu'à sa retraite en 1925. Il continue à donner des cours à l'université de Francfort comme professeur invité de 1927 à 1935.
Holthausen est l'auteur de plusieurs ouvrages sur l'histoire des langues germaniques, en particulier le vieil anglais. Il produit notamment un dictionnaire étymologique de cette langue, ainsi qu'une édition du poème épique Beowulf.

## Publications
- 1884 : Studien zur Thidrekssaga (disponible sur Internet Archive)
- 1886 : Die Soester Mundart: Laut- und Formenlehre nebst Texten
- 1895-1896 : Lehrbuch der altisländischen Sprache (disponible sur Internet Archive)
- 1899 : Altsächsisches Elementarbuch (disponible sur Internet Archive)
- 1917 : Etymologisches Wörterbuch der Englischen Sprache
- 1934 : Altenglisches etymologisches Wörterbuch
- 1934 : Gotisches etymologisches Wörterbuch
- 1954 : Altsächsisches Wörterbuch